# Symone
Reggie Gavin, plus connu sous le nom de scène Symone, est une drag queen américaine principalement connue pour sa participation à la treizième saison de RuPaul's Drag Race.

## Jeunesse
Reggie Gavin naît le 15 janvier 1995 à Conway, dans l'Arkansas. Il est le plus jeune de trois enfants. Enfant, il est timide et anxieux à cause de son homosexualité. Reggie Gavin découvre le transformisme en 2009 après la diffusion de la première saison de RuPaul's Drag Race. Il commence à expérimenter avec le maquillage et va au bal de promo de son lycée en robe.

## Carrière

### Débuts
Peu après avoir été diplômé du lycée en 2013, Reggie Gaven se produit pour la première fois au Triniti Nightclub sous le nom de scène Delilah Alamaine. Pendant ses études à l'Université de l'Arkansas à Little Rock, il se produit dans plusieurs discothèques de Little Rock et change son nom de scène pour Symone, d'après un personnage d'une pièce de théâtre qu'il avait écrite au lycée. Symone dit de son personnage qu'il est « la personne que je suis réellement. Je dirais que Reggie est un masque que je porte tous les jours ».

Symone est un membre du collectif queer House of Avalon, dont fait notamment partie Gigi Goode, candidate de la douzième saison de RuPaul's Drag Race. Le collectif est créé en 2016 à Little Rock par Marko Monroe, Hunter Crenshaw et Grant Vanderbilt,, la drag mother de Symone.
Symone déménage à Los Angeles en 2019. Le 9 décembre 2020, Symone est annoncée comme l'une des treize candidates de la treizième saison de RuPaul's Drag Race,. Elle reçoit des critiques positives sur ses tenues et son personnage qui fait fréquemment référence à des icônes culturelles Noires comme Lil' Kim et Grace Jones, ou plus globalement au mouvement Black Lives Matter,, et se place très rapidement en favorite pour la victoire,. Au cours de la saison, elle reçoit l'attention de personnalités comme Janet Jackson, Ariana Grande ou Rihanna.
Le 23 avril 2021, elle est déclarée gagnante de la saison avec Kandy Muse comme seconde.

## Filmographie

### Télévision
| Année | Titre                                                   | Rôle      | Notes                                      | Ref.   |
| ----- | ------------------------------------------------------- | --------- | ------------------------------------------ | ------ |
| 2021  | RuPaul's Drag Race                                      | Elle-même | Saison 13 de RuPaul's Drag Race – Gagnante |        |
| 2021  | RuPaul's Drag Race: Untucked                            | Elle-même | Saison 13 de RuPaul's Drag Race – Gagnante |        |
| 2021  | RuPaul's Drag Race: Corona Can't Keep a Good Queen Down | Elle-même | —                                          | [ 13 ] |

### Discographie
| Année | Titre                                | Artiste                                   | Album  | Ref.   |
| ----- | ------------------------------------ | ----------------------------------------- | ------ | ------ |
| 2021  | Condragulations (Cast Version)       | The Cast of RuPaul's Drag Race, Season 13 | Single | [ 14 ] |
| 2021  | Social Media: The Unverified Rusical | The Cast of RuPaul's Drag Race, Season 13 | Single | [ 15 ] |
| 2021  | Lucky                                | The Cast of RuPaul's Drag Race, Season 13 | Single |        |